# Paradise River (Neufundland)
Der Paradise River ist ein 29 km langer Fluss im Süden der zur kanadischen Provinz Neufundland und Labrador gehörenden Insel Neufundland.

## Flusslauf
Der Paradise River bildet den Abfluss des etwa 160 m hoch gelegenen Sees Sock Pond im Süden von Neufundland. Er entwässert den See an dessen südwestlichen Ende. Gleich zu Beginn sowie nach weiteren 9 Kilometern kreuzt die Route 210, welche die Straßenverbindung zur Burin-Halbinsel darstellt, den Paradise River. Dazwischen münden Little Dunns Brook und Dunns Brook von rechts in den Paradise River. Dieser fließt auf den unteren 20 Kilometern nach Südosten, bevor er das nördliche Ende der langgestreckten Bucht Paradise Sound erreicht.

## Wasserkraftwerk Paradise River
Das Wasserkraftwerk Paradise River (⊙) befindet sich an der Mündung des Paradise River. Es wurde 1989 in Betrieb genommen. Der Paradise River wird durch eine 43 m hohe Bogenstaumauer (⊙) aus Beton sowie mindestens einem weiteren Damm (⊙) auf einer Länge von 3,8 km aufgestaut. Das zugehörige Wasserkraftwerk fungiert als Laufwasserkraftwerk. Es ist mit einer Francis-Turbine ausgestattet. Diese besitzt eine Leistung von 8 MW. Die Ausbauwassermenge liegt bei 25 m³/s. Die durchschnittliche Jahresenergieproduktion liegt bei 36 GWh. Betreiber der Anlage ist Newfoundland and Labrador Hydro.